# 许彬
许彬 （英語：Pan Hui），香港科技大学（广州）计算媒体与艺术 (CMA) 讲席教授、香港科技大学新兴跨学科领域讲席教授、元宇宙与计算创意中心主任、HKUST-DT 系统与媒体实验室 (SyMLab) 主任、赫尔辛基大学计算机系教授，由于在移动计算和网络领域的贡献，被评为英国皇家工程院国际院士 (FREng)、欧洲科学院院士 (MAE)、电气和电子工程师协会 (FIEEE) 院士、计算机协会 (ACM）杰出科学家。

## 学术成就
许彬的研究领域涵盖移动特性和网络方法的基础工作、软件系统的设计和开发、创新应用程序的概念化和部署，以及元宇宙技术研究。

### 机会网络
许彬在连接移动和社交网络研究领域开展了深入研究，其贡献包括实证测量、移动建模、桥接移动网络与社交网络以及创新应用等。他提出利用社交互动中出现的自然特征和变化来提供机会通信，而无需端到端连接，从而提升移动网络的路由和转发效率。在理论方面，他阐明了社交网络和移动网络之间的联系。在实证方面，通过测量人类流动性和接触模式，他为使用流动性轨迹作为验证广泛用于绩效评估的模型的手段奠定了基础。他从经验上证明，人类流动性交互接触时间遵循幂律分布，这一发现挑战了传统模型假设的指数分布，从而构建新的移动模型。

### 移动卸载
许彬在德国电信从事移动卸载方面的工作已经产生了三个实用系统，用于将移动流量从蜂窝网络卸载到WiFi网络和设备到设备（Device to Device, D2D）网络，以及从智能手机和可穿戴设备到云和边缘服务器的计算卸载。他关于移动云卸载系统的ThinkAir论文（德国电信创新开发项目的成果）发表于IEEE Infocom 2012会议，截止至2023年1月已被引用超过1400次，在移动云/边缘计算社区引起广泛关注。

### 元宇宙
许彬在增强现实（AR） 研究中通过自下而上的方法产出了一个开放软件CloudAR，其中包含一个平台和一个软件开发工具包（SDK），可将移动AR开发速度提高一个数量级。他还发明了许多创新的AR/VR应用，包括手势控制、社交/视觉隐私保护，以及针对老年人和视障人士的辅助应用等。
他领导的香港科技大学的重点项目之一，“MetaHKUST”，是一项探索虚拟宇宙在教育领域潜力的计划。该项目在一个元宇宙平台上连接了香港科技大学和香港科技大学（广州），通过结合AR、VR和社交网络技术，提供跨越地理限制的沉浸式互动学习环境。MetaHKUST项目体现了元宇宙在教育和学习行业中的应用，引发了国际和国内媒体的关注和报道。2024年，许彬领导的团队推出了亚洲首批AI讲师。他们利用自主研发的变分3D全身生成器，结合Midjourney、ChatGPT、Sadtalker以及团队自主改进的EmoTalk等多种AI工具，开发了10名不同性别、年龄、种族组合的AI讲师。 在他的“创意人士社交媒体”课程中，这些AI讲师被用来向30名研究生教授沉浸式技术和数字平台的影响。
许彬也致力于城市等大型人类活动空间的数字化转型，从理论角度提出“超现实”（Surreality）假想和“元化”（"Metaformation"或"Meta-shaping"）概念。“超现实”假想指出，未来的虚拟世界将以沉浸式的方式与物理世界共存，以至于人们无法区分真实和虚拟。人们可同虚拟对象一起互动和生活，而这些虚拟对象可通过全息技术或头显无缝集成到人们的环境中。超现实不仅模糊了真实和虚拟，也模糊了客观与主观、自然与人造之间的界限，并挑战了传统的感知、认知和沟通的假设；同时，超现实提供了一种新的看待、理解和与世界同自己互动的方式。进一步，“元化”（"Metaformation"或"Meta-shaping"）的概念，定义了将物理空间转变为物理与数字混合的元宇宙的过程。此过程可以让超现实更加平民化、普遍化。以上论述公开发表于2023年世界经济论坛第十四届新领军者年会（又称“夏季达沃斯论坛”）、2023年世界VR产业大会、2023年第二届世界元宇宙大会、第二十一期花城院士科技峰会暨第四届计算机工程与智能控制学术会议（ICCEIC 2023）等平台上。

### 幻實之境
在2025年，许彬主导并策划了SURREALITY·幻實之境，全球首个大规模融合扩展现实（XR）和人工智能（AI）的艺术展览。此次展览通过空间计算和实时渲染等技术，展示AI生成的艺术作品并与实际校园相结合，从而创造出身临其境的叙事体验。该展览是“2025中法文化之春”的一部分，并得到了法国驻广州总领事馆的支持。